# Route nationale 230
Die Route nationale 230, kurz N 230 oder RN 230 (auch: Rocade Est), ist eine französische Nationalstraße, die die Ringautobahn A 630 zur Umfahrung der Stadt Bordeaux am östlichen Rand vervollständigt. Die N 230 beginnt mit der Pont François-Mitterrand in der Stadt Bègles über die Garonne und führt weiter durch die Gemeinden Bouliac, Floirac, Artigues-près-Bordeaux und Lormont zum Autobahndreieck der A 630 mit der A 10.
Die Strecke ist teilweise vier-, sonst zweispurig ausgebaut. Die Anschlussstellennummerierung setzt die Zählung der Autoroute A 630 fort. Die gesamte N 230 ist ein Teilstück der E 70.